# Бетел-Парк (Пенсільванія)
Бетел-Парк (англ. Bethel Park) — місто (англ. borough) в США, в окрузі Аллегені штату Пенсільванія. Населення — 33 577 осіб (2020).

## Географія
Бетел-Парк розташований за координатами 40°19′26″ пн. ш. 80°2′11″ зх. д. / 40.32389° пн. ш. 80.03639° зх. д. (40.323889, -80.036368).  За даними Бюро перепису населення США в 2010 році місто мало площу 30,23 км², уся площа — суходіл.

## Демографія
Згідно з переписом 2010 року, у селищі мешкало 32 313 осіб у 13 659 домогосподарствах у складі 9176 родин. Густота населення становила 1069 осіб/км².  Було 14311 помешкання (473/км²).
Расовий склад населення:
| - 96,1 % — білих - 1,4 % — азіатів - 1,3 % — чорних або афроамериканців - 0,1 % — корінних американців |

До двох чи більше рас належало 0,9 %. Частка іспаномовних становила 1,0 % від усіх жителів.
За віковим діапазоном населення розподілялося таким чином: 20,7 % — особи молодші 18 років, 59,2 % — особи у віці 18—64 років, 20,1 % — особи у віці 65 років та старші. Медіана віку мешканця становила 46,1 року. На 100 осіб жіночої статі у селищі припадало 91,3 чоловіків;  на 100 жінок у віці від 18 років та старших — 87,9 чоловіків також старших 18 років.
Середній дохід на одне домашнє господарство  становив 86 660 доларів США (медіана — 70 264), а середній дохід на одну сім'ю — 101 072 долари (медіана — 86 036). Медіана доходів становила 62 261 долар для чоловіків та 46 385 доларів для жінок. За межею бідності перебувало 4,4 % осіб, у тому числі 7,4 % дітей у віці до 18 років та 4,6 % осіб у віці 65 років та старших.
Цивільне працевлаштоване населення становило 16 650 осіб. Основні галузі зайнятості: освіта, охорона здоров'я та соціальна допомога — 24,2 %, науковці, спеціалісти, менеджери — 15,1 %, роздрібна торгівля — 12,3 %, фінанси, страхування та нерухомість — 12,1 %.

## Пам'ятки
У місті розташоване греко-католицьке кладовище святого Івана Хрестителя, на якому поховані американський митець українського походження Енді Воргол і його батьки.